# Urs Huber
Urs Huber (ur. 12 sierpnia 1985 w Muri) – szwajcarski kolarz górski, brązowy medalista mistrzostw świata i Europy w maratonie MTB.

## Kariera
Pierwszy sukces w karierze Urs Huber osiągnął w 2008 roku, kiedy zdobył brązowy medal na mistrzostwach Europy w maratonie MTB. W tym samym roku trzecie miejsce zajął również na mistrzostwach świata w Villabassa. W zawodach tych wyprzedzili go jedynie Belg Roel Paulissen oraz inny Szwajcar - Christoph Sauser. Ponadto w 2011 roku zdobył tytuł mistrza kraju w cross-country. Nigdy nie startował na igrzyskach olimpijskich.